# Nordregio
A Nordregio (Nordregio – Nordic Centre for Spatial Development) az Északi Miniszterek Tanácsa által alapított területfejlesztési kutató, oktató és dokumentációs központ.
Az intézetet 1997. július 1-jén alapították. Székhelye a Stockholm közepén fekvő Skeppsholmen szigeten található. Igazgatótanácsát az Északi Miniszterek Tanácsa nevezi ki.
A Nordregio feladata többek között a tudás megosztása a skandináv országok területfejlesztéssel és területi tervezéssel foglalkozó szakemberei és intézményei között; a politikai döntéshozók munkájának segítése kutatásokkal; továbbképzés nyújtása a szakembereknek; valamint a statisztikai adatbázisok fejlesztése.

## Külső hivatkozások
- Hivatalos honlap (angol)